# David Feherty

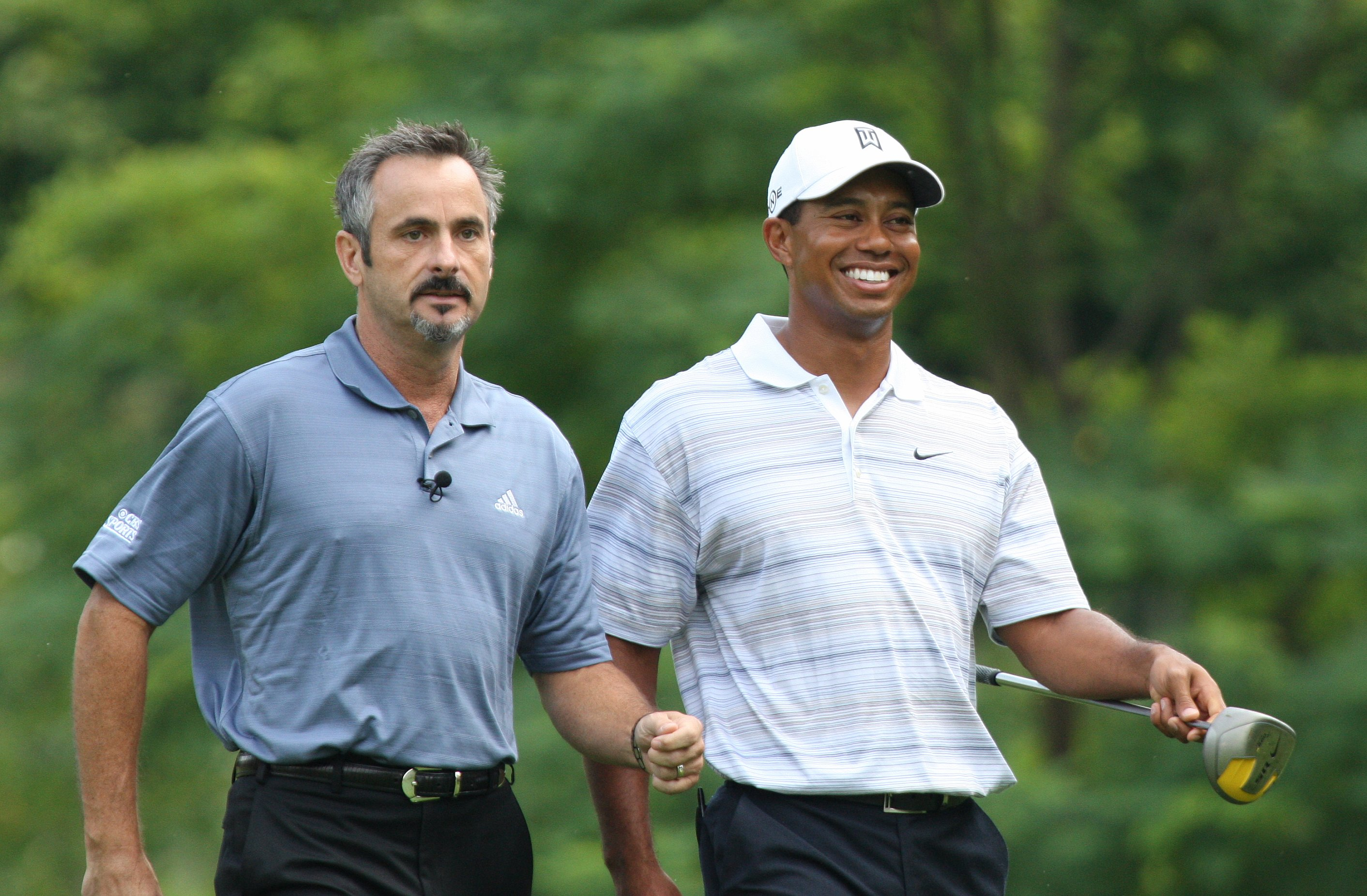
David Feherty und Tiger Woods (2007)

David Feherty (* 13. August 1958 in Bangor, Nordirland) ist ein ehemaliger Profi-Golfspieler der European Tour und der PGA Tour. Er ist momentan als Autor und Moderator tätig.
Feherty spielte größtenteils in Europa, wo er auf der European Tour fünfmal gewinnen konnte und sich zweimal unter den besten Zehn der European Tour Order of Merit platzieren konnte, 1989 als Zehnter und 1990 als Achter. 1994 und 1995 trat er vor allem bei der  PGA Tour an, wo er als bestes Resultat einen zweiten Platz bei den New England Classic 1994 erreichte. Seine gesamten Preisgelder betragen über $ 3 Millionen.
Feherty vertrat mehrfach Irland bei internationalen Wettbewerben, darunter auch als Teamleiter des siegreichen  Alfred-Dunhill-Cup-Teams 1990. Außerdem spielte Feherty 1991 beim Ryder-Cup-Team für Europa.
1997 zog sich Feherty von der European und der PGA Tour zurück und arbeitete als Live-Berichterstatter und Golf-Analyst für CBS Sports. Feherty veröffentlicht auch des Öfteren im Golf Magazine und hat in dieser Zeitschrift eine eigene Kolumne namens Sidespin. Im Spiel Tiger Woods PGA Tour von EA Sports ist er als Ansager zusammen mit Gary McCord zu sehen. Er lebt zusammen mit seiner Frau und fünf Kindern in Dallas.
Feherty hatte lange mit Depressionen und Alkoholismus zu kämpfen.
Zusammen mit George Lopez war Feherty Veranstalter der Lopez-Feherty Foundation Anti-Pro-Am im November 2005.

## European Tour-Siege
- 1986: Italian Open, Bell's Scottish Open
- 1989: BMW International Open
- 1991: Credit Lyonnais Cannes Open
- 1992: Iberia Madrid Open

## Schriften
- A Nasty Bit of Rough. Penguin Books, 2003.
- Somewhere in Ireland a Village Is Missing an Idiot. Rugged Land Books, 2004.
- David Feherty's Totally Subjective History of the Ryder Cup. Rugged Land Books, 2004.